# Greatest Hits (album Eurythmics)
Greatest Hits – album brytyjskiego zespołu Eurythmics, wydany w 1991 roku.

## Ogólne informacje
Album jest pierwszą kompilacją hitów Eurythmics i zawiera największe przeboje grupy od 1983 do 1989 roku. Standardowa europejska wersja płyty różni się od wersji wydanej w USA. Wersja amerykańska ma inną listę utworów i zawiera 14, a nie 18 ścieżek.
Mimo tego że na albumie nie znalazł się żaden nowy utwór, to jednak stał się on ogromnym sukcesem wydawniczym na całym świecie. Składanka trafiła na pierwsze miejsca list sprzedaży m.in. w Wielkiej Brytanii, Niemczech i Australii.
Na kasecie VHS i płycie DVD, wydano odpowiednik płyty z większością klipów. Nie znalazły się na nich teledyski do: „Never Gonna Cry Again”, „The Walk”, „Shame” i „Revival”. Klipy są uporządkowane chronologicznie, a między nimi pokazane są kolaże.

## Lista utworów
| 1.  | „Love Is a Stranger”                             | 3:40    |
|     |                                                  |         |
| 2.  | „Sweet Dreams (Are Made of This)”                | 4:50    |
|     |                                                  |         |
| 3.  | „Who’s That Girl?”                               | 3:44    |
|     |                                                  |         |
| 4.  | „Right by Your Side”                             | 3:49    |
|     |                                                  |         |
| 5.  | „Here Comes the Rain Again”                      | 4:54    |
|     |                                                  |         |
| 6.  | „There Must Be an Angel (Playing with My Heart)” | 4:41    |
|     |                                                  |         |
| 7.  | „Sisters Are Doin’ It for Themselves”            | 5:51    |
|     |                                                  |         |
| 8.  | „It’s Alright (Baby’s Coming Back)”              | 3:43    |
|     |                                                  |         |
| 9.  | „When Tomorrow Comes”                            | 4:15    |
|     |                                                  |         |
| 10. | „You Have Placed a Chill in My Heart”            | 3:46    |
|     |                                                  |         |
| 11. | „The Miracle of Love”                            | 4:35    |
|     |                                                  |         |
| 12. | „Sexcrime (Nineteen Eighty-Four)”                | 3:52    |
|     |                                                  |         |
| 13. | „Thorn in My Side”                               | 4:11    |
|     |                                                  |         |
| 14. | „Don’t Ask Me Why”                               | 4:13    |
|     |                                                  |         |
| 15. | „Angel”                                          | 4:47    |
|     |                                                  |         |
| 16. | „Would I Lie to You?”                            | 4:22    |
|     |                                                  |         |
| 17. | „Missionary Man”                                 | 3:45    |
|     |                                                  |         |
| 18. | „I Need a Man”                                   | 4:21    |
|     |                                                  |         |
|     |                                                  | 1:17:19 |
|     |                                                  |         |
Wersja amerykańska
1. „Sweet Dreams (Are Made of This)”
2. „When Tomorrow Comes”
3. „Here Comes the Rain Again”
4. „Who’s That Girl?”
5. „Would I Lie to You?”
6. „Sisters Are Doin’ It for Themselves”
7. „There Must Be an Angel (Playing with My Heart)”
8. „Missionary Man”
9. „Don’t Ask Me Why”
10. „I Need a Man”
11. „Love Is a Stranger”
12. „Thorn in My Side”
13. „The King and Queen of America”
14. „Angel"

Wersja winylowa
1. „Love Is a Stranger”
2. „Sweet Dreams (Are Made of This)”
3. „Who’s That Girl?”
4. „Right by Your Side”
5. „Here Comes the Rain Again”
6. „There Must Be an Angel (Playing with My Heart)”
7. „Sisters Are Doin’ It for Themselves”
8. „It’s Alright (Baby’s Coming Back)”
9. „When Tomorrow Comes”
10. „You Have Placed a Chill in My Heart”
11. „Sexcrime (1984)”
12. „Thorn in My Side”
13. „Don’t Ask Me Why"

## Single
- 1991: „Love Is a Stranger”
- 1991: „Sweet Dreams (Are Made of This) '91”

## Pozycje na listach
| Kraj              | Pozycja |
| ----------------- | ------- |
| Wielka Brytania   | 1       |
| Stany Zjednoczone | 72      |
| Niemcy            | 1       |
| Szwajcaria        | 2       |
| Austria           | 1       |
| Holandia          | 95      |
| Włochy            | 7       |
| Szwecja           | 8       |
| Norwegia          | 5       |
| Australia         | 1       |
| Nowa Zelandia     | 1       |

## Certyfikaty i sprzedaż
| Kraj                          | Certyfikat         | Sprzedaż   |
| ----------------------------- | ------------------ | ---------- |
| Australia (ARIA)              | 3x platynowa płyta | 210 000+   |
| Austria (IFPI Austria)        | platynowa płyta    | 50 000+    |
| Finlandia (Musiikkituottajat) | złota płyta        | 32 000+    |
| Francja (SNEP)                | platynowa płyta    | 300 000+   |
| Hiszpania (Promusicae)        | platynowa płyta    | 100 000+   |
| Holandia (NVPI)               | platynowa płyta    | 100 000+   |
| Kanada (MC)                   | 3x platynowa płyta | 300 000+   |
| Kanada (MC) (wersja wideo)    | złota płyta        | 5 000+     |
| Niemcy (BVMI)                 | 5x złota płyta     | 1 250 000+ |
| Norwegia (IFPI Norge)         | platynowa płyta    | 50 000+    |
| Nowa Zelandia (RMNZ)          | 4x platynowa płyta | 60 000+    |
| Stany Zjednoczone (RIAA)      | 3x platynowa płyta | 3 000 000+ |
| Szwajcaria (IFPI Schweiz)     | 2x platynowa płyta | 100 000+   |
| Szwecja (GLF)                 | platynowa płyta    | 100 000+   |
| Wielka Brytania (BPI)         | 6x platynowa płyta | 1 800 000+ |